# Rohatý bůh

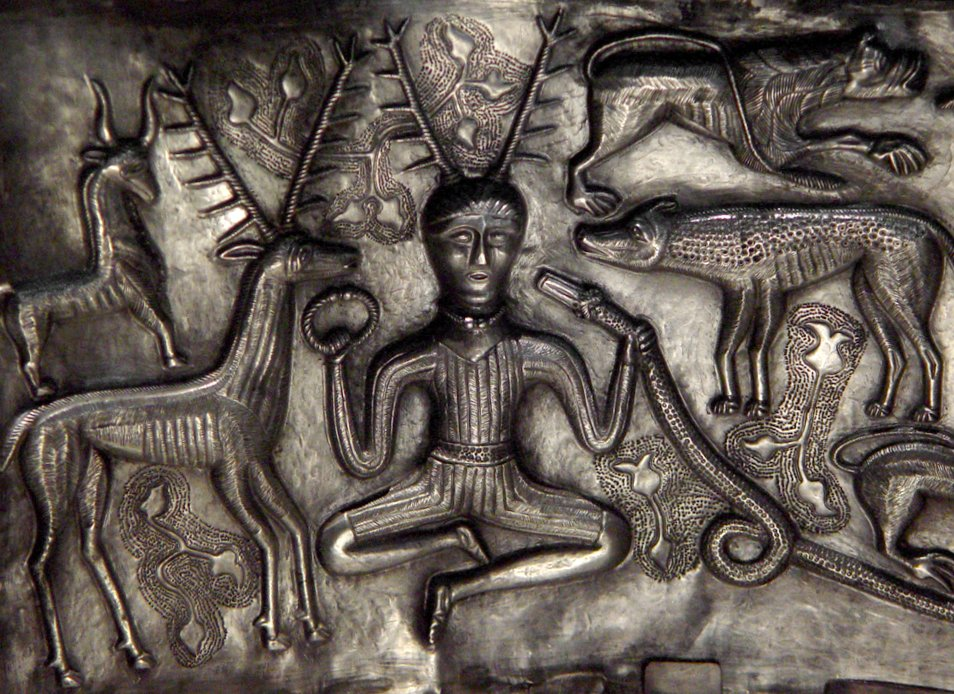
Galské vyobrazení boha s parožím Cernunna obklopeného zvířaty na kotlíku z Gundestrupu pochází z období římské nadvlády nad Galií. Bůh je na něm zobrazen v pozici obdobné „meditačnímu posedu“.

Rohatý bůh je moderní, synkretický termín, užívaný mezi wiccany, který spojuje mužské přírodní bohy historicky nepropojených mytologií, jako je keltský Cernunnos, anglický Lovec Herne, hinduistický Pašupati či řecký Pan.
I přesto, že řada postav britského folklóru jako Puk (Robin Goodfellow) či Zelený muž bývá zobrazováno bez rohů, tak jsou tyto postavy považovány nějakým způsobem za spjaté s kultem Rohatého boha.

## Formování myšlenek

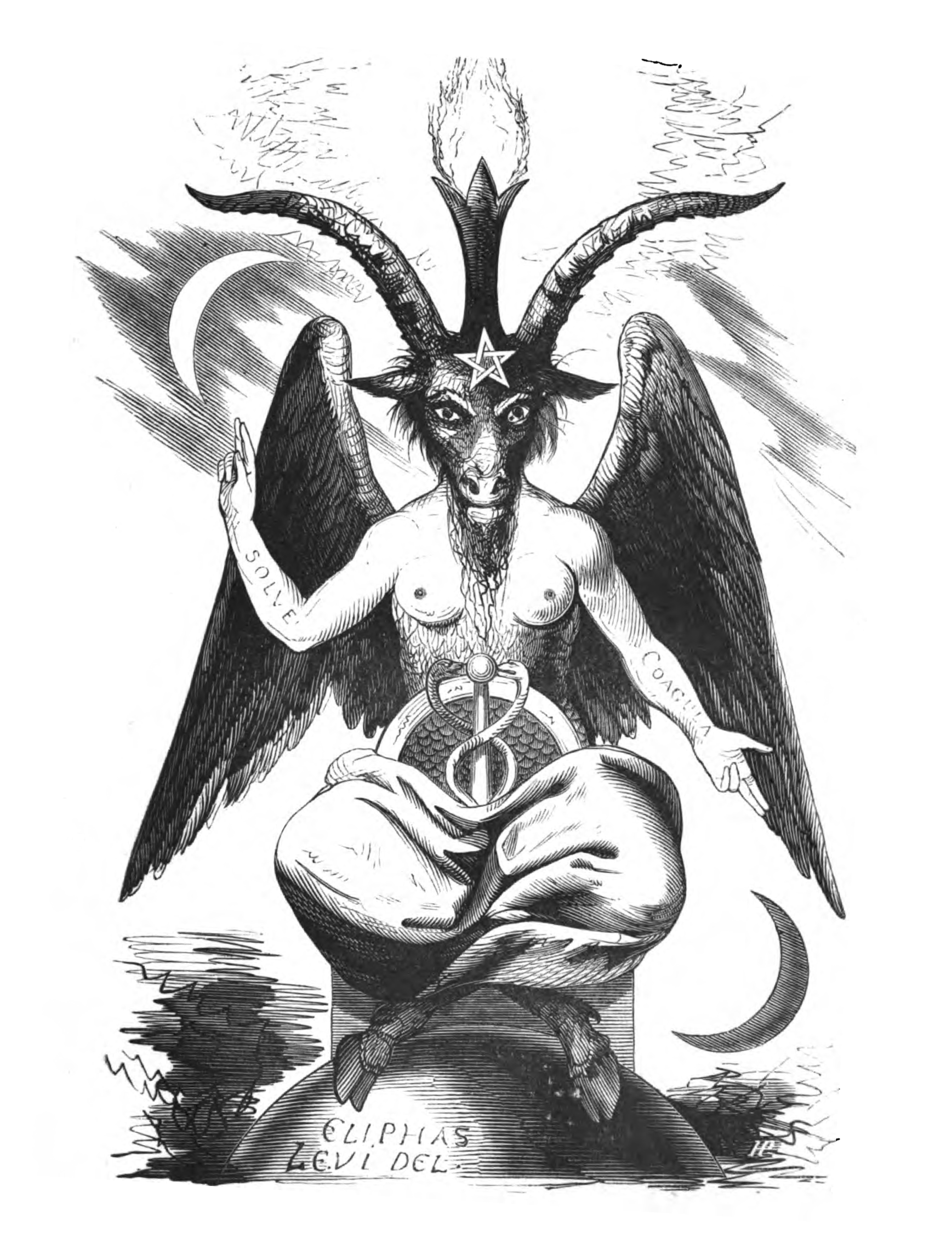
Bafomet Eliphase Léviho z knihy Dogme et Rituel de la Haute Magie, 1855

Myšlenka, že všechny obrazy rohatých božstev představovaly v podstatě božstvo jedno, tedy Rohatého boha, kterého se křesťanství pokusilo potlačit tak, že ho spojovalo s uctíváním ďábla, se vyvinula v moderním 19. století v okultistických kruzích Anglie a Francie. Známou ilustraci bafometa od Léviho z jeho knihy Dogma a rituál vysoké magie (orig. Dogme et Rituel de la Haute Magie, 1855) doprovázely první návrhy na možný výklad tohoto božstva. Od doby vydání knihy v sobě většina zobrazení satana odráží podobu bafometa. Symbolicky byl bafomet nakreslen podle tarotové karty ďábla ze 17. a 18. století – netopýří křídla, rohy a spárkatá postava s ženskými prsy, posazená na kouli. Lévi ještě přidal postavě caduceuský znak ve slabinách, hořící pochodeň na temeni hlavy a gesto směřující k měsíci nad ním i pod ním.
Lévi se bránil a prohlašoval, že jeho výtvor není žádná ďábelská postava, ale bůh starého světa řídící podzemí, který byl prohlášen svým nepřítelem, křesťanstvím, za čarodějnickou postavu. Takové osobnosti jako Aleister Crowley či Margret Murrayová tyto myšlenky převzali a promísili je s poznatky kulturních antropologů, zejména pak s Jamesem Frazerem a jeho hypotézou o bohu plodnosti, známém po celé Evropě. Tam, kde Frazer spatřoval novodobý folklór a lidové zvyky jako ozvěny zapomenutých zemědělských rituálů, tam takoví autoři jako Murrayová a její vrstevníci z Folklore Society viděli důkaz o přežívajících, esoterických kultech plodnosti a tajných tradicích, které se šířili „neofiální“ cestou. Murrayová přišla s myšlenkou, že křesťanské zprávy, často vynucené na mučidlech, o čarodějnicích, které se potkávají v lesích se satanem, byli skuteční pohané s vlastním knězem. Ten nosil na hlavě masku s rohy, aby vyvolal Rohatého boha. Tyto teze, zformované do moderní koncepce, jsou dnes přijímány některými neopohanskými skupinami (jako Wicca). Murrayiny teorie byly později vyvráceny a částečně přetrvávají dodnes pouze díky autoritě, kterou si Margaret Alice Murrayová vydobyla.
Někdy bývá Léviho bafomet také označován jako „mendéský kozel“ či „kozel z Mendésu“. Mendes byl řecký název pro staroegyptské město Djedet, které bylo sídlem kultu beraního boha Banebdjedeta (který představoval Usirovu duši).

## Symbolismus

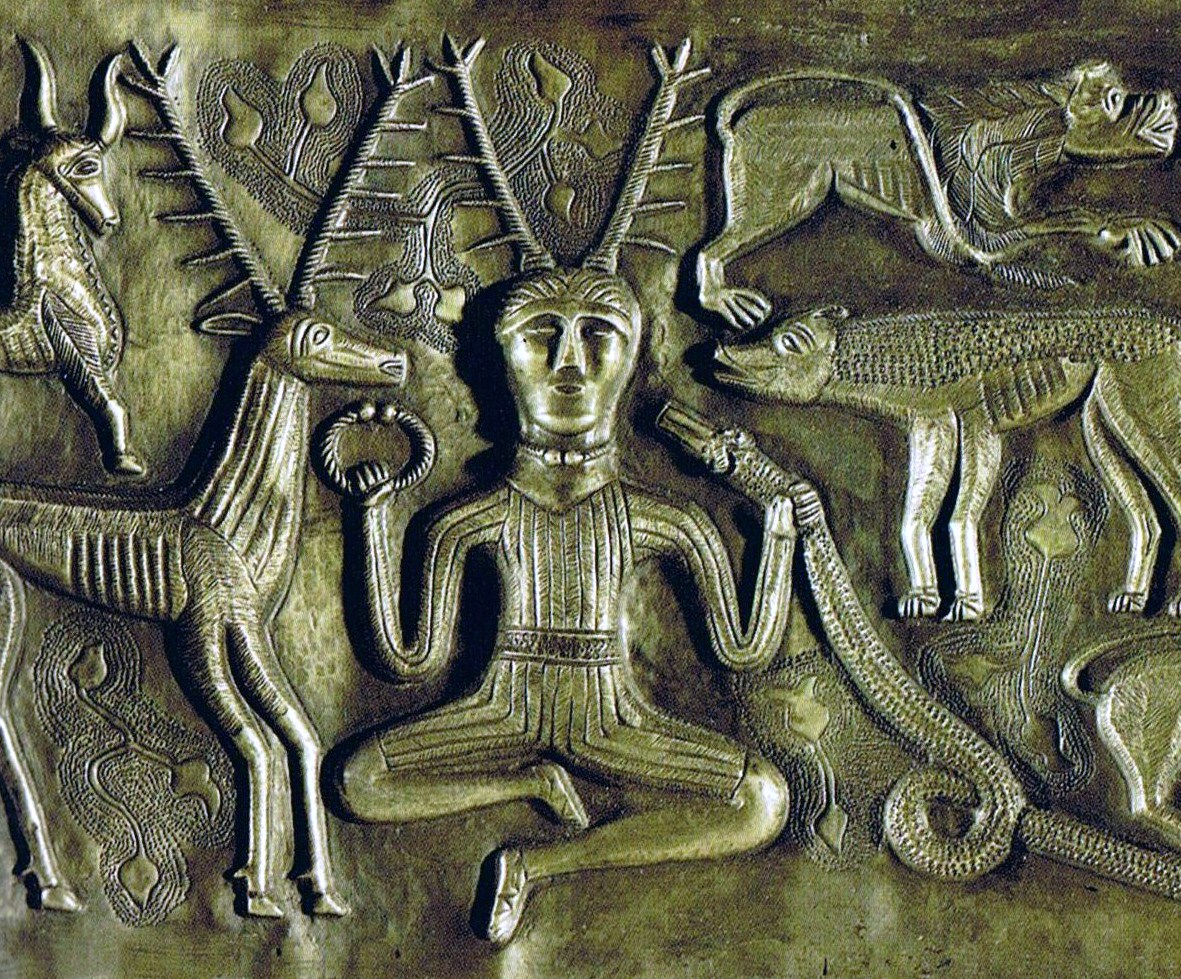
Kotlík z Gundestrupu původem z keltské Galie je uložený v Národním muzeu v Dánsku, jedna z jeho částí zobrazuje božstvo Cernunna obklopeného zvířaty, těm dominuje majestátná postava velkého jelena. Bůh drží v jedné ruce keltský nákrčník torques a v druhé hada s beraními rohy.

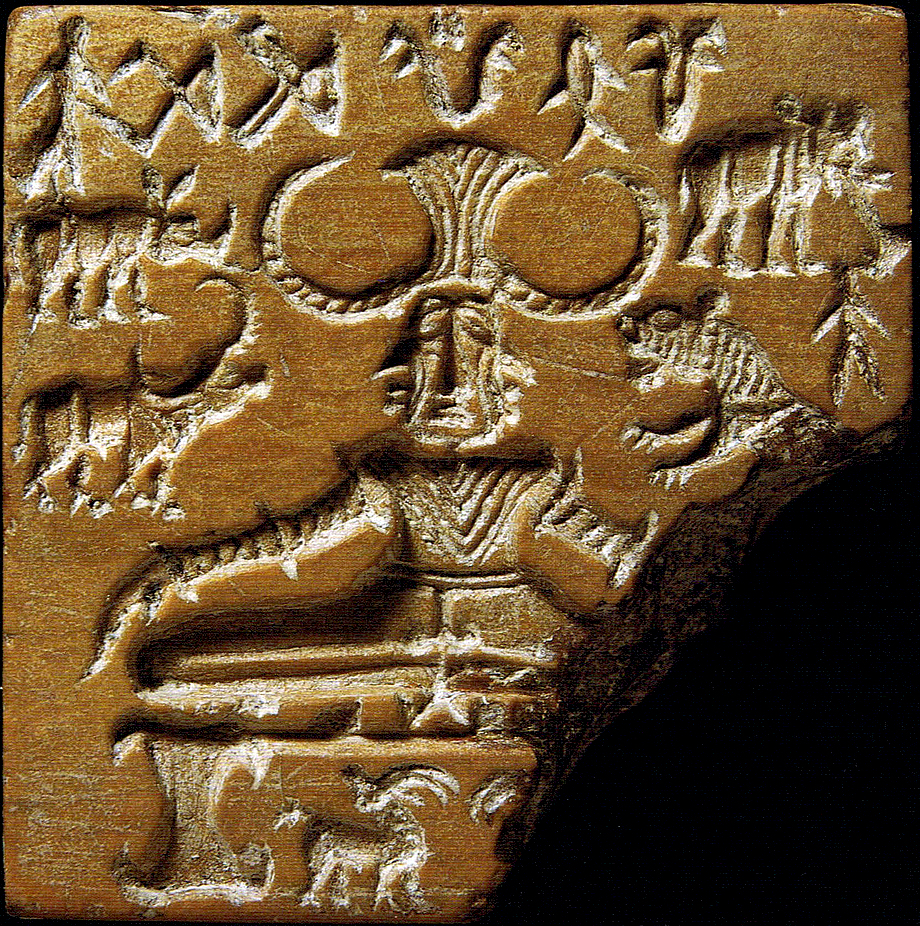
Vyobrazení staroindického boha Pašupatiho se nápadně shoduje s galským Cernunnem

Posvátná zvířata s rohy nebo parohy, které symbolizovaly numinózní (nadpřirozenou, posvátnou) přítomnost božského, byly ve starověku zcela běžné (např. bohyně Aštarté či Ísis byly někdy zobrazovány s rohy). Jednalo se mj. o obrazy posvátných býků, koz nebo jelenů.
Někteří učenci starověku kritizovali vyznavače, kteří stírali velmi důležité rozdíly mezi bohem pojmenovaným a popisovaným; uctíváním zvířecí podoby a skutečného zvířete.
Ne všichni bohové s rohy a jejich kněží byli muži.
Margaret Murrayová a později i novopohané spojovali Rohatého boha s lesem, divokou zvěří a lovem. Je také často spojován se sexualitou či mužstvím. Jako symbol sexuality je Rohatý bůh spojován nejmocnějšími silami přírody a je často stavěn vedle ženských bohyň plodnosti. Murrayová představuje Rohatého boha i jako archetypálního lovce; boha, který nejen život dává, ale zároveň ho i bere; boha, který představuje nekonečný cyklus narození, smrti a znovuzrození.

## Zobrazování
První zobrazení rohatých (či parohatých) postav se objevovala již v době kamenné, zjevně se jedná o motiv velmi archaický, a tak lze zobrazení Rohatého boha považovat za nejstarší zpodobnění božstva vůbec.
Rohatý bůh je vždy zobrazován s rohy nebo parohy. Parohy byly uznávanými náboženskými symboly v mnoha starověkých kulturách. Celý oltář vyrobený z paroží byl postaven v chrámu Apollóna na ostrově Delos. V chrámech bohyně Diany obyčejně nalezneme paroží. Na rohy může být také nahlíženo jako na symbol plodnosti a štědrosti. V severské mytologii je parohem vyzbrojen Frey, germánský bůh plodnosti a majetku. Takovým rohem může být např. i roh hojnosti.
Někteří spojovali Rohatého boha s čarodějem Merlinem. Jiní ho viděli ve společnosti jelenů a také ho tak popisovali. Jedna zpráva hovoří dokonce o tom, jak Rohatý bůh přerušil jednu svatbu. Stalo se, že opilý a bojechtivý vjel do shromáždění svatebčanů na ohromném jelenu.
Nelze také opomenout nápadnou analogii se staroegyptským Usirem prostřednictvím mendéského beraního boha Banebdjedeta. Usire přestože nemá žádné rohy, je též chtonickým a vegetativním božstvem.

## Ďábel

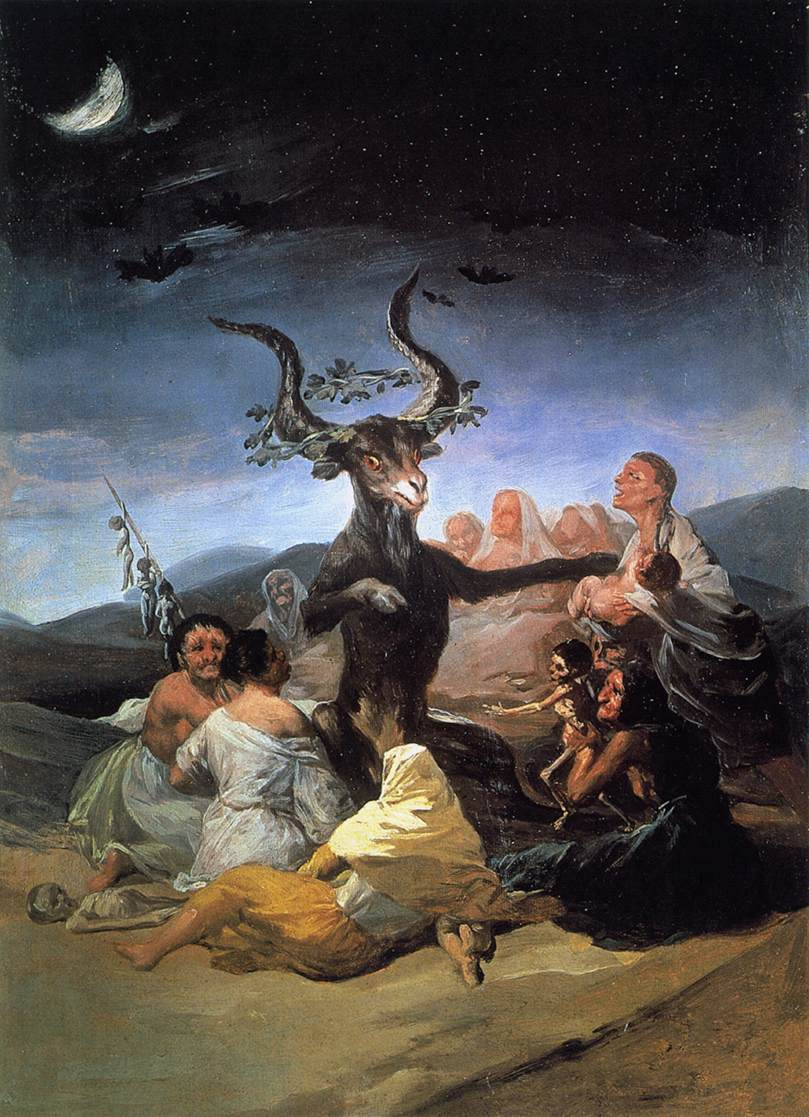
Čarodějný sabat z roku 1789, jehož autorem je španělský malíř Francisco Goya

Zobrazování ďábla jakožto rohatého a spárkatého monstra, které třímá trojzubec, je výmysl 19. století. Pravděpodobně přichází z křesťanské morálky jako odpověď na rostoucí popularitu řeckého boha Pana v umění a literatuře. Předchozí zobrazování ďábla mělo mnoho podob. Často se jednalo jednoduše o kozu, kočku nebo o muže odého v černém. Když byl zobrazován jako kombinace člověka se zvířetem, měl ďábel netopýří křídla, drápy ptačího dravce atd.
Rohatý bůh a ďábel povětšinou nemají společné vlastnosti. Zatímco křesťanský satan je popisován jako padlý anděl a je v podstatě zlý, tak Rohatý bůh je spojen s mocí přírody. Není zcela dobrotivý, ale ani není úplně škodolibý.
Rohatý bůh v postavení otce dává život. V postavení lovce život bere. Pozitivní vlastnosti Rohatého boha jsou v poslední době přisuzovány i křesťanskému satanu či satanu moderního satanismu.

## Wicca
V náboženství Wiccy je Rohatý bůh uctíván jako partner i dítě Bohyně (na rozdíl od Bohyně je smrtelný, avšak zrozuje se znovu a znovu). Podle Geralda Gardnera je Wicca moderním, přežívajícím pozůstatkem celoevropského, pohanského náboženství, jež bylo vytlačeno do „podzemí“ během středověkých honů na čarodějnice.
Rohatý bůh a Bohyně jsou Wiccou vnímáni jako starověcí kmenoví bohové, nicméně důkazů na podporu tvrzení o starověkých náboženských kořenech Wiccy nejsou. I Gardner přiznával, že rituály rekonstruoval z velice malých útržků informací.
V moderní Wicce může být Rohatý bůh odvozován z obrovského množství lokálních chtonických a vegetativních božstev mnoha kultur (jako již zmíněný galský Cernunnos, britský Herne, řecký Pan, římský Faun (popřípadě Silvanus), indický Pašupati, egyptský Banebdjedet ...). Nebo naopak může na něj být pohlíženo jako na univerzální archetypální božstvo všech bohů s rohy, které má chtonickou nebo vegetativní povahu. V pozdějších souvislostech je někdy označován jako „Great God“ („Mocný bůh“) či „Great Father“ („Mocný otec“), který oplodnil Bohyni a pak umřel během zimy, aby se mohl na jaře znovuzrodit.